# Dipoena chathami
Espèce
Dipoena chathami est une espèce d'araignées aranéomorphes de la famille des Theridiidae.

## Distribution
Cette espèce est endémique des États-Unis. Elle se rencontre en Géorgie et en Arizona,.

## Description
La femelle holotype mesure 2,5 mm.

## Publication originale
- Levi, 1953 : Spiders of the genus Dipoena from America north of Mexico (Araneae, Theridiidae). American Museum Novitates, no 1647, p. 1-39 (texte intégral).